# Schizotus
Schizotus es un género de coleóptero de la familia Pyrochroidae.

## Especies
Las especies que componen este género son:
- Schizotus cardinalis
- Schizotus cervicalis
- Schizotus fuscicollis
- Schizotus pectinicornis
- Schizotus rotundicollis
- Schizotus sumatrensis
- Schizotus theresae
- Schizotus yamauchii